# Georges Bérard-Quélin
Pour les articles homonymes, voir Bérard et Quélin.
 (décembre 2016).
Georges Bérard-Quélin, né Quelin le 25 septembre 1917 à Villeurbanne dans le Rhône et mort à Paris le 24 janvier 1990, est un journaliste et le fondateur du club français Le Siècle.

## Biographie
Journaliste, Georges Bérard-Quélin débute en 1935 au quotidien Lyon Républicain, avant de créer, la même année, Ici Lyon. Membre du Parti radical à partir de 1936, il entre en 1937 à la République du Sud-Est.
Après avoir été en septembre 1940 secrétaire général du quotidien La France au travail, il crée en 1941 une agence de presse pour les quotidiens régionaux qui fournissait des contenus ludiques (dessins, caricatures, mots croisés…).
En 1942, il entre dans la Résistance (mouvement Espoir). Arrêté par la Gestapo, il est incarcéré [pourquoi ?][réf. nécessaire].
En août 1944, à la libération de Paris, il fonde le club Le Siècle ainsi qu'une maison d'édition, la Société générale de presse (SGP), qui édite des bulletins d'informations très utiles aux journalistes et aux dirigeants. La Société générale de presse publie toujours Le Bulletin quotidien, appelé dans le milieu de la presse le « BQ » (La Correspondance économique, La Correspondance de la Presse, La Correspondance de la Publicité). La SGP possède une importante documentation, notamment biographique.
Georges Bérard-Quélin est le trésorier du Parti radical.
Après la mort de Georges Bérard-Quélin, ses publications sont dirigées par ses enfants, Marianne Bérard-Quélin et Laurent Bérard-Quélin, président-directeur général et directeur général délégué de la Société générale de presse.
Georges Bérard-Quélin est officier de la Légion d'honneur, commandeur de l'Ordre national du Mérite. Il est un membre du Grand Orient de France. Selon Michèle Cotta dans ses mémoires politiques Cahiers secrets de la Ve République Georges Bérard-Quélin est en 1965 « l'influent patron radical et franc-maçon de la Correspondance de la presse ».

### Vie privée
Son épouse est Jacqueline Bérard-Quélin, née Daubige.

## Distinctions
- Officier de la Légion d'honneur[Quand ?]
- Commandeur de l'ordre national du Mérite
- Commandeur de l'ordre des Palmes académiques (1981)[7]